# Liga Panameña de Fútbol
Liga Panameña de Fútbol este un campionat de fotbal din zona CONCACAF. Sezonul este împărțit în Apertura (toamna) și Clasura (primăvara). Primele patru echipe clasate joacă un turneu prin care se decide campioana.

## Echipele din 2010
| Echipă                 | Oraș          | Stadion                            | Locul în Clausura 2010 |
| ---------------------- | ------------- | ---------------------------------- | ---------------------- |
| Alianza                | Panama City   | Cancha de Entrenamiento Luis Tapia | 5                      |
| Árabe Unido            | Colón         | Estadio Armando Dely Valdes        | 2 (campioană)          |
| Atlético Chiriquí      | David         | Estadio San Cristóbal              | 1 (semifinale)         |
| Atlético Veragüense    | Santiago      | Estadio Áristocles Castillo        | 10                     |
| Chepo                  | Chepo         | Cancha de Entrenamiento Luis Tapia | 9                      |
| Chorrillo              | Panama City   | Estadio Javier Cruz                | 3 (semifinale)         |
| Plaza Amador           | Panama City   | Estadio Javier Cruz                | 6                      |
| San Francisco          | La Chorrera   | Estadio Agustín Sánchez            | 4 (finală)             |
| Sporting San Miguelito | San Miguelito | Cancha de Entrenamiento Luis Tapia | 8                      |
| Tauro                  | Panama City   | Cancha de Entrenamiento Luis Tapia | 7                      |

## Foste campioane
| Sezon/competiție | Campioană     | Antrenor           | Vice-campioană         |
| ---------------- | ------------- | ------------------ | ---------------------- |
| 1988             | Plaza Amador  | Carlos Collazos    | Deportivo La Previsora |
| 1989             | Tauro         | Miguel Mansilla    | Deportivo La Previsora |
| 1990             | Plaza Amador  | Milton Palacios    | Tauro                  |
| 1991             | Tauro         | Miguel Mansilla    | Eurokickers            |
| 1992             | Plaza Amador  | Carlos Collazos    | Sporting Colón         |
| 1993             | Eurokickers   | Orlando Muñoz      | PROJUSA                |
| 1994−95          | San Francisco | Leopoldo Lee       | Tauro                  |
| 1995−96          | San Francisco | Leopoldo Lee       | Plaza Amador           |
| 1996−97          | Tauro         | Miguel Mansilla    | Eurokickers            |
| 1997−98          | Tauro         | Miguel Mansilla    | Árabe Unido            |
| 1998−99          | Árabe Unido   | Eliazar Herrera    | Tauro                  |
| 1999−00          | Tauro         | Alfredo Poyatos    | Plaza Amador           |
| 2000−01          | Panamá Viejo  | Gary Stempel       | Tauro                  |
| 2001             | Árabe Unido   | Richard Parra      |                        |
| 2002             | Plaza Amador  | Sergio Giovagnolli | Árabe Unido            |
| 2003             | Tauro         | Gonzalo Soto       |                        |
| 2004             | Árabe Unido   | Julio Gómez        |                        |
| 2005             | Plaza Amador  | Fernando Bolívar   | San Francisco          |
| 2006             | San Francisco | Gary Stempel       | Tauro                  |
| 2007 (A)         | Tauro         | Miguel Mansilla    | San Francisco          |
| 2007 (C)         | San Francisco | Gary Stempel       | Árabe Unido            |
| 2008 (A)         | San Francisco | Gary Stempel       | Tauro                  |
| 2008 (C)         | Árabe Unido   | Richard Parra      | Tauro                  |
| 2009 (A) I       | San Francisco | Ruben Guevara      | Chorrillo              |
| 2009 (A) II      | Árabe Unido   | Richard Parra      | Tauro                  |
| 2010 (C)         | Árabe Unido   | Richard Parra      | San Francisco          |

## Campionate după echipă
| Echipă            | Campioană | Vice-campioană | Anii de campioană Anii de vice-campioană                                                                                      |
| ----------------- | --------- | -------------- | --- |
| Tauro             | 7         | 8              | 1989, 1990, 1991, 1994-95, 1996-97, 1997-98, 1998-99, 1999-00, 2000-01, 2003, 2006, 2007 (A), 2008 (A), 2008 (C), 2009 (A) II |
| San Francisco     | 6         | 5              | 1988, 1989, 1994-95, 1995-96, 2005, 2006, 2007 (A), 2007 (C), 2008 (A), 2009 (A) I, 2010 (C)                                  |
| Árabe Unido       | 6         | 3              | 1997-98, 1998-99, 2001, 2002, 2004, 2007 (C), 2008 (C), 2009 (A) II, 2010 (C)                                                 |
| Plaza Amador      | 5         | 2              | 1988, 1990, 1992, 1995-96, 1999-00, 2002, 2005                                                                                |
| Eurokickers       | 1         | 2              | 1991, 1993, 1996-97 |
| Panamá Viejo      | 1         | 0              | 2000-01 |
| Chorrillo         | 0         | 1              | 2009 (A) I |
| Bravos de PROJUSA | 0         | 1              | 1993 |
| Sporting Colón    | 0         | 1              | 1992 |

## Golgeteri
| Sezon       | Jucător                          | Echipă                 | Total |
| ----------- | -------------------------------- | ---------------------- | ----- |
| 1988        | Miguel Tello                     | Plaza Amador           | 13    |
| 1989        | Alonso Pacheco                   | Deportivo la Previsora | 18    |
| 1990        | José Ardines                     | Eurokickers            | 26    |
| 1991        | José Ardines                     | Eurokickers            | 13    |
| 1992        | José Ardines                     | Eurokickers            | 20    |
| 1993        | José Ardines                     | Eurokickers            | 12    |
| 1994-95     | José Ardines                     | Eurokickers            | 20    |
| 1995-96     | José Ardines                     | Eurokickers            | 25    |
| 1996-97     | Patricio Guevara                 | Tauro                  | 22    |
| 1997-98     | Luis Calamaris                   | San Francisco          | 21    |
| 1998-99     | Luis Calamaris                   | San Francisco          | 18    |
| 1999-00     | René Mendieta                    | Tauro                  | 15    |
| 2000-01     | Luis Parra                       | Tauro                  | 17    |
| 2001 (A)    | Ricardo Phillips                 | Panamá Viejo           | 13    |
| 2001 (C)    | Roberto Brown                    | San Francisco          | 13    |
| 2002 (A)    | Gabriel de los Rios              | Alianza                | 7     |
| 2002 (C)    | Anel Canales                     | Tauro                  | 10    |
| 2003 (A)    | Anel Canales                     | Chorrillo              | 11    |
| 2003 (C)    | Hector Nazarith Wilson Zuñiga    | Tauro Alianza          | 9     |
| 2004 (A)    | Jorge Dely Valdes                | Árabe Unido            | 12    |
| 2005 (A)    | José Luis Garcés                 | San Francisco          | 11    |
| 2005 (C)    | José Luis Garcés                 | San Francisco          | 13    |
| 2006 (A)    | Luis Tejada                      | Plaza Amador           | 11    |
| 2006 (C)    | César Medina                     | Alianza                | 12    |
| 2007 (A)    | Edwin Aguilar                    | Tauro                  | 14    |
| 2007 (C)    | Gabriel Torres Orlando Rodríguez | Chepo Árabe Unido      | 9     |
| 2008 (A)    | César Medina                     | Alianza                | 12    |
| 2008 (C)    | Orlando Rodríguez                | Árabe Unido            | 18    |
| 2009 (A) I  | Edwin Aguilar                    | Tauro                  | 18    |
| 2009 (A) II | Armando Polo                     | Sporting San Miguelito | 12    |
| 2010 (C)    | Johan De Ávila                   | San Francisco          | 10    |